# Thatched House Lodge
Thatched House Lodge ist ein denkmalgeschütztes Gebäude aus dem 17. Jahrhundert im Richmond Park im Londoner Stadtbezirk Richmond upon Thames. Es war das Zuhause des britischen Premierministers Robert Walpole und ist seit 1963 eine königliche Residenz, die von Prinzessin Alexandra Ogilvy und bis zu seinem Tod im Jahr 2004, von ihrem Ehemann, Angus Ogilvy, bewohnt wird.
Das Haupthaus hat sechs Empfangsräume und sechs Schlafzimmer und steht auf einem 1,6 Hektar großen Grundstück. Zum Anwesen gehören Gärten, ein reetgedecktes Sommerhaus aus dem 18. Jahrhundert, das dem Haupthaus seinen Namen gab, ein Gärtnerhäuschen, Stallungen und andere Gebäude.

## Geschichte und Bewohner
Die Residenz wurde ursprünglich als Aldridge Lodge, bestehend aus zwei Häusern, im Jahr 1673 für zwei Parkaufseher gebaut. Es wurde möglicherweise von William Kent 1727 als Wohnhaus für Robert Walpole erweitert. Die beiden Häuser wurden 1771 von John Soane zusammengefügt und in Thatched House Lodge umbenannt. Das Gebäude war auch als Burkitt’s Lodge bekannt gewesen.
Das Haus wurde von verschiedenen Mitgliedern des königlichen Haushalts bis 1927 als Gnadenresidenz genutzt, darunter Edward Bowater und Lynedoch Gardiner, beide Stallmeister von Albert von Sachsen-Coburg und Gotha und Königin Victoria. Frederick Treves zog sich in das Haus zurück, nachdem er 1902 erfolgreich den Blinddarm von König Eduard VII. operiert hatte. Edward VII. übertrug die Nutzung des Hauses an Edmund Monson, als dieser 1905 aus dem diplomatischen Dienst seiner Majestät ausschied.
Thatched House Lodge war das Zuhause von Louis Greig, dem Stallmeister von König Georg VI. als dieser Herzog von York war, und ab 1932 stellvertretender Ranger des Richmond Parks war. Danach wurde es von George Sutherland-Leveson-Gower erworben. US-General Dwight D. Eisenhower wurde dort während des Zweiten Weltkriegs eine Suite zugeteilt.

## Mietbesitz
Das Haus wurde 1963 von Angus Ogilvy auf dem freien Markt durch den Kauf eines Untermietvertrags von Sutherland-Leveson-Gower erworben; anschließend erwarb er das Erbbaurecht. Die Preisvorstellung für den Untermietvertrag lag bei 150.000 Pfund, ein beträchtlicher Betrag zu dieser Zeit. Das Anwesen wurde vom Crown Estate gepachtet. Im Jahr 1994 gewährte der Crown Estate Ogilvy eine Verlängerung des Pachtvertrags, der ab 1994 für 150 Jahre laufen sollte. In dem Pachtvertrag von 1994 war eine Prämie von 670.000 £ an den Crown Estate zu zahlen, zusammen mit einer jährlichen Pacht von 1000 £ für die ersten 25 Jahre, die in festgelegten Stufen alle 25 Jahre auf 6000 £ pro Jahr für die letzten 25 Jahre anstieg. Der Pachtvertrag verpflichtete den Pächter, die Immobilie „in einem guten und substanziellen Zustand“ zu versetzen und sie als solche zu erhalten, um den Charakter der Immobilie zu bewahren. Laut dem Bericht des National Audit Office über das Thatched House Lodge wurden in den letzten 40 Jahren der Nutzung „erhebliche Summen ausgegeben“.
Die Erbpachtvereinbarungen spiegeln die Tatsache wider, dass die Immobilie von Ogilvy auf rein kommerzieller Basis erworben wurde, nachdem das Unternehmen die Unterpacht der Immobilie zum Marktwert auf dem freien Markt erworben hatte. Der kommerzielle Charakter des Pachtverhältnisses zeigt sich in der sehr beträchtlichen Prämie von 670.000 £, die bei der Verlängerung des Pachtverhältnisses im Jahr 1994 gezahlt wurde, wobei die gesamte Instandhaltung zu Lasten des Pächters ging und keine Kosten für den Crown Estate anfielen. Ein unabhängiges Gutachten des Chartered Surveyor, das vom Crown Estate bei der Verlängerung des Pachtvertrags 1994 eingeholt wurde, verwendete die Bewertungsmethoden, die für die gesetzlichen Rechte eines Pächters bei der Verlängerung eines Pachtvertrags gelten. Da die Immobilie in einer Transaktion auf dem offenen Markt erworben wurde, kann das Erbbaurecht der Immobilie außer in den letzten fünf Jahren des Erbbaurechts verkauft werden. Obwohl das Thatched House Lodge eine königliche Residenz ist, da sie von Prinzessin Alexandra bewohnt wird, handelt es sich daher in Wirklichkeit um Privateigentum, dessen Untermietvertrag auf dem freien Markt erworben wurde und dessen Pachtrecht von Ogilvy gekauft wurde. Infolgedessen kann die Immobilie von der Prinzessin oder ihren Erben verkauft werden, vorbehaltlich des zugrundeliegenden langfristigen Mietvertrags des Crown Estate. Jedoch befindet sich die Immobilie in einem „ausgenommenen“ Gebiet, dem Richmond Park, in dem ein Verkauf von Eigentumswohnungen nicht möglich ist.
Die Pachtverträge für Thatched House Lodge unterscheiden sich von den Verträgen für andere königliche Residenzen, die vom Crown Estate gepachtet wurden, wie der Royal Lodge und dem Bagshot Park, die von dem Duke of York beziehungsweise dem Earl of Wessex gepachtet wurden. Insbesondere leistete der Crown Estate nie einen Beitrag zur Umstrukturierung der Thatched House Lodge, wie es im Falle ebengenannter Beispiele war. Dies zeigt, dass diese Pachtverträge im Gegensatz zu Thatched House Lodge von nicht-kommerziellen Erwägungen beeinflusst wurden.